# 军事地理学
軍事地理學既是地理學一的个分支學科，也是軍事學的一个分支學科，其主要是依据国家政治和军事战略和考虑，全面分析同战争有关的自然地理和人文地理等因素所构成的综合地理环境对国防建设、军事行动的相互制约和影响的一门学科。自從二戰以來，軍事地理學已經成為和平或戰爭時期時，集合地理學、信息學和技術學以解決軍事問題的應用工具。

## 军事地理学的历史与发展
环境决定论、区域地理学、地理信息系统以及更普遍的地理学都经过数百年的演变和交织。